# Scatola di taglio
La scatola di taglio è un apparecchio utilizzato in ambito geotecnico per valutare le caratteristiche di resistenza di un terreno allo sforzo di taglio.
Esso è costituito da una scatola a forma di parallelepipedo a base quadrata divisa in due parti in grado di scorrere l'un l'altra.
Una prova con questo apparecchio si realizza applicando dapprima un carico assiale di compressione che mantenga il provino integro dal momento che, in caso contrario, la resistenza al taglio sarebbe nulla. In seguito si applicano sforzi di taglio centrati gradualmente maggiori e si misurano gli spostamenti tra le due parti della piastra, che coincidono con le deformazioni del provino. 
Questo tipo di prova consente di controllare la resistenza al taglio di un terreno secondo un piano assegnato, dal momento che il piano di rottura sarà sicuramente quello che divide le due parti della scatola. Tuttavia tale valutazione è solo qualitativa in quanto non è possibile costruire il cerchio di Mohr relativo allo stato tensionale del provino.
Realizzando più volte questa procedura è possibile valutare la resistenza residua delle argille, facendo tuttavia attenzione al fatto che tale resistenza sarà sicuramente sovrastimata in quanto il continuo cambio di direzione delle piastre provoca un riarrangiamento delle particelle di argilla che opporranno quindi maggiore resistenza.